# Andeville
Andeville és un municipi francès, situat al departament de l'Oise i a la regió dels Alts de França. L'any 2007 tenia 3.131 habitants.

## Demografia

### Població
El 2007 la població de fet d'Andeville era de 3.131 persones. Hi havia 1.042 famílies de les quals 179 eren unipersonals (85 homes vivint sols i 94 dones vivint soles), 275 parelles sense fills, 519 parelles amb fills i 69 famílies monoparentals amb fills.
La població ha evolucionat segons el següent gràfic:
Habitants censats

### Habitatges
El 2007 hi havia 1.148 habitatges, 1.081 eren l'habitatge principal de la família, 20 eren segones residències i 47 estaven desocupats. 1.098 eren cases i 26 eren apartaments. Dels 1.081 habitatges principals, 925 estaven ocupats pels seus propietaris, 143 estaven llogats i ocupats pels llogaters i 13 estaven cedits a títol gratuït; 19 tenien una cambra, 39 en tenien dues, 120 en tenien tres, 341 en tenien quatre i 562 en tenien cinc o més. 866 habitatges disposaven pel capbaix d'una plaça de pàrquing. A 465 habitatges hi havia un automòbil i a 532 n'hi havia dos o més.

### Piràmide de població
La piràmide de població per edats i sexe el 2009 era:
| Homes | Edats   | Dones |
| ----- | ------- | ----- |
| 0     | 95 o +  | 0     |
| 4     | 90 a 94 | 8     |
| 12    | 85 a 89 | 12    |
| 4     | 80 a 84 | 8     |
| 20    | 75 a 79 | 20    |
| 44    | 70 a 74 | 56    |
| 36    | 65 a 69 | 72    |
| 52    | 60 a 64 | 48    |
| 32    | 55 a 59 | 36    |
| 136   | 50 a 54 | 80    |
| 124   | 45 a 49 | 128   |
| 120   | 40 a 44 | 100   |
| 148   | 35 a 39 | 160   |
| 148   | 30 a 34 | 124   |
| 68    | 25 a 29 | 92    |
| 68    | 20 a 24 | 56    |
| 116   | 15 a 19 | 128   |
| 132   | 10 a 14 | 144   |
| 148   | 5 a 9   | 108   |
| 68    | 0 a 4   | 92    |

## Economia
El 2007 la població en edat de treballar era de 2.083 persones, 1.569 eren actives i 514 eren inactives. De les 1.569 persones actives 1.409 estaven ocupades (749 homes i 660 dones) i 160 estaven aturades (83 homes i 77 dones). De les 514 persones inactives 135 estaven jubilades, 240 estaven estudiant i 139 estaven classificades com a «altres inactius».

### Ingressos
El 2009 a Andeville hi havia 1.092 unitats fiscals que integraven 3.171,5 persones, la mediana anual d'ingressos fiscals per persona era de 19.688 €.

### Activitats econòmiques
Dels 84 establiments que hi havia el 2007, 3 eren d'empreses alimentàries, 1 d'una empresa de fabricació de material elèctric, 11 d'empreses de fabricació d'altres productes industrials, 15 d'empreses de construcció, 20 d'empreses de comerç i reparació d'automòbils, 7 d'empreses de transport, 3 d'empreses d'hostatgeria i restauració, 1 d'una empresa d'informació i comunicació, 1 d'una empresa financera, 1 d'una empresa immobiliària, 8 d'empreses de serveis, 9 d'entitats de l'administració pública i 4 d'empreses classificades com a «altres activitats de serveis».
Dels 27 establiments de servei als particulars que hi havia el 2009, 1 era una oficina de correu, 6 tallers de reparació d'automòbils i de material agrícola, 2 paletes, 2 guixaires pintors, 2 fusteries, 3 lampisteries, 2 electricistes, 3 empreses de construcció, 2 perruqueries, 1 veterinari, 1 restaurant i 2 salons de bellesa.
Dels 8 establiments comercials que hi havia el 2009, 1 era una gran superfície de material de bricolatge, 2 fleques, 1 una fleca, 1 una peixateria, 1 una botiga de material de revestiment de parets i terra i 2 floristeries.
L'any 2000 a Andeville hi havia 5 explotacions agrícoles.

## Equipaments sanitaris i escolars
L'únic equipament sanitari que hi havia el 2009 era una farmàcia.
El 2009 hi havia 1 escola maternal i 1 escola elemental.

## Poblacions més properes
El següent diagrama mostra les poblacions més properes.